# Norco (Louisiana)
Norco is een plaats (census-designated place) in de Amerikaanse staat Louisiana, en valt bestuurlijk gezien onder St. Charles Parish.
Oliemaatschappij Shell heeft een grote raffinaderij in Norco.

## Demografie
Bij de volkstelling in 2000 werd het aantal inwoners vastgesteld op 3579.

## Geografie
Volgens het United States Census Bureau beslaat de plaats een oppervlakte van
8,8 km², waarvan 7,7 km² land en 1,1 km² water.

## Plaatsen in de nabije omgeving
De onderstaande figuur toont nabijgelegen plaatsen in een straal van 8 km rond Norco.